# جوزف ماریا گوردون
جوزف ماریا گوردون (انگلیسی: Joseph Maria Gordon; ۱۹ مارس ۱۸۵۶ – ۶ سپتامبر ۱۹۲۹) فرد نظامی اهل بریتانیا بود. وی همچنین برندهٔ جوایزی همچون نشان حمام شده‌است.